# Olla Ramlan
Febiolla Ramlan (Banjarmasin, Borneo Meridional, 15 de febrero de 1980) conocida como artísticamente Olla Ramlan, es una actriz, cantante y modelo indonesia.

## Carrera
Comenzó su carrera en un evento de talentos llamado "Mode Cover Girl k 2007". Dentro del mundo del espectáculo y gracias a su participación, su hermana Lolitha Ramlan, que estuvo presente y que formó parte del jurado de dicho evento, Olla logró ser elegida la favorita. Más adelante Olla debutó como actriz, participando en telenovelas, series de televisión y anuncios publicitarios. También debutó como modelo y luego pasó a explorar nuevamente el mundo del arte de las telenovelas. Trabajó en la telenovela titulada "Shakila", siendo una de las protagonistas principales.
En noviembre de 2010, Olla fue elegida oficialmente como la embajadora de la marca "Yahoo OMG!".

## Vida personal
Olla Ramlan es la sexta hija de 11 hermanos. Es cuñada de Vicky Nitinegoro.
Olla Ramlan se divorció oficialmente de su esposo, Alex Tian, un famoso deportísta de hípica en octubre de 2010.

## Filmografía
- Suami-suami Takut Istri The Movie (2008)

## Sinetron/dramas
- Shakila
- Perempuan
- Cinta Indah
- OKB
- Mata Air Surga
- Nada Cinta
- Cinta Sejati
- Cahaya Gemilang
- Ganteng Ganteng Serigala
- Isabella
- Drama Queen (2016-2017)

## Videos musicales
- Volume Band – Hey Cantik
- Mulan Jameela Feat Mitha The Virgin – Cinta Mati 2
- Olga Syahputra – Jangan Ganggu Aku Lagi
- Ilovu – Pacar 3

## Singles
- Gotcha (Feat Robin Hood)
- Sakit Hati
- Stop (Feat Dewi Sandra)

## Presentadora de TV
- Dahsyat (RCTI)
- Jumah Itu Barokah (MNC Muslim)
- Premier Preview (MNCTV)
- Happy Sunday (Global TV)
- Selebrita (Trans 7)
- Morning Beib (Global TV)

## Logros
- Nescafé
- Yahoo
- Sharp
- Magnum